# 고덕초등학교 (충남)
고덕초등학교는 대한민국 충청남도 예산군 고덕면 대천리에 있는 공립 초등학교이다.

## 학교 연혁
- 1920년 5월 16일 설립인가
- 1921년 2월 24일 고덕공립보통학교 개교
- 1938년 4월 1일 고덕공립심상소학교로 개정
- 1941년 4월 1일 고덕공립국민학교로 개정
- 1949년 9월 30일 예덕국민학교로 분리
- 1954년 9월 1일 구만국민학교로 분리
- 1969년 3월 2일 상장국민학교로 분리
- 1985년 3월 2일 특수학급 1학급 개설
- 1992년 3월 2일 학교급식 실시
- 1993년 3월 1일 상장국민학교 통합
- 1996년 3월 1일 고덕초등학교로 개정
- 2014년 2월 14일 제90회 졸업, 9068명 졸업
- 2014년 3월 1일 7학급 인가

## 참고 자료
- 고덕초등학교 - 한국교육학술정보원 학교알리미